# Polibot
Polibot je Gigant iz grčke mitologije.

## Etimologija
Polibotovo ime potječe od grčke riječi „polybôtos“, što znači „plodan“ ili „hrani mnogo“.

## Mitologija
Polibot je sin božice Geje (Majka Zemlja) i Urana. On je bio div, Gigant, a braća su mu Kiklopi i Hekatonhiri. Zajedno sa svojom braćom divovima borio se protiv bogova, jer su Geja i Uran to htjeli. „Polibot, kojega je po moru gonio Posejdon, pristigao je do otoka Kos; te je Posejdon otkinuo dio otoka i bacio na njega da ga zaustavi, taj otkinuti komad otoka Kos danas zovu Niziron“ 